# カプロニ Ca.114
カプロニ Ca.114
- 用途：戦闘機
- 製造者：カプロニ
- 運用者：ペルー航空部隊
- 初飛行：1933年
- 生産数：36機

カプロニ Ca.114（Caproni Ca.114 ）は1930年代初めにイタリアで製造され、1930年代から1940年代にかけてペルーで運用された複葉戦闘機である。

## 設計

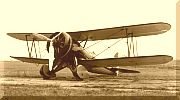

カプロニは1933年にイタリア王立空軍向けの新型単座戦闘機の競作用にCa.114を設計した。この機体は練習機のCa.113から派生したもので、同じ翼幅の上下の主翼が前後にずらして配置された単座複葉機であった。胴体は鋼管製骨組みを前部胴体は着脱式の金属製パネルで、機体後部は羽布で覆い、2本桁の木製主翼は羽布張りの構造であった。スーパーチャージャー付きのブリストル マーキュリー IV 9気筒星型エンジンは高度4,000 mで395 kw（530 hp at 13,125 feet）を発揮し、可変ピッチの3枚ブレードプロペラを駆動した。武装は2丁の前方固定式7.7-mm 機関銃を装備していた。

## 運用の歴史
イタリア王立空軍が公式の試験を実施した結果フィアット CR.32の方を選択してCa.114は落選したが、カプロニ社はペルー航空部隊内に購入者を見出し、1934年4月に12機の発注を受けた。これらの機体は1934年11月終わりと1935年1月の2回に分けて納入され、第2戦闘飛行隊（2do Escuadron de Caza）とチクラーヨに新設された"Pedro Ruiz Gallo中佐基地"の第1航空飛行隊（Primer Escuadrón de Aviación）の一部で就役した。
1939年に機体がオーバーホールのためにリマにあるカプロニ社の工場に送られた時には、僅か1機のみが損耗として記録されていた。重い排気集合管は廃止されて独立排気管に換えられ、これにより幾分か最高速度が向上した可能性がある。加えてオリジナルの赤黒の塗装が全面銀色のドープ塗装に塗り替えられた。
残存の10機で6機のより近代的なノースアメリカン NA-50戦闘機と共に第XXI戦闘飛行隊（XXI Escuadrón de Caza）の第42と第43飛行小隊（42 and 43 Escuadrillas）の一部として編成された。
戦後にCa.114は第一線から引き揚げられ、リマのラス・パルマス空軍基地で訓練に使用されていた。1944年遅くに飛行停止となり、間もなく廃棄処分とされた。

## 運用
ペルー
- ペルー航空部隊 (Cuerpo Aeronáutico del Perú)

### ペルー空軍におけるCa.114 の配備状況

#### 1934-1935
第2戦闘飛行隊（2do Escuadron de Caza）, I Escuadrón de Aviación（9機）。
リマのラス・パルマス空軍基地で訓練に使用。3機が予備機。

#### 1935-1938
第2戦闘飛行隊（2do Escuadron de Caza）, I Escuadrón de Aviación(9 a/c)。
チクラーヨのPedro Ruiz Gallo中佐空軍基地。
リマのラス・パルマス空軍基地のEscuela de Aviación Militar "Jorge Chávez" (3 a/c)。

#### 1939-1942
第XXI戦闘飛行隊（XXI Escuadrón de Caza）の第42と第43飛行小隊（42 and 43 Escuadrillas） (3 a/c each, increased to 5 a/c each from June 1941)
チクラーヨのPedro Ruiz Gallo中佐空軍基地。
V Escuadrón de Instrucción（2機）。
リマのラス・パルマス空軍基地。

#### 1942-1944
28 Escuadrón de Instrucción（4機）。
リマのラス・パルマス空軍基地。

## 要目
諸元
- 乗員: 1
- 全長: 7.68 m （25 ft 2 in）
- 全高: 2.54 m （8 ft 4 in）
- 翼幅: 10.50 m（34 ft 5 in）
- 翼面積: 25.7 m2 （276 ft2）
- 空虚重量: 1,310 kg （2,888 lb）
- 運用時重量: 1,660 kg （3,660 lb）
- 動力: アルファロメオ製 ブリストル マーキュリー IV 空冷 9気筒星型エンジン、395 kW （530 hp）   × 1

性能
- 最大速度: 355 km/h  221 mph
- 航続距離: 600 km  373 mi
- 実用上昇限度: 9,500 m （31,170 ft）
- 上昇率: 12.5 m/s （2,460 ft/min）

武装
- 固定武装: 2 × 前方固定 7.7 mm (.303 in)  ブレダSAFAT機関銃 ペルーの機関銃用に7.65 mm 口径に改修